# Polytron
Polytron (PT Hartono Istana Teknologi) – indonezyjskie przedsiębiorstwo elektroniczne. Stanowi spółkę zależną grupy Djarum.
Przedsiębiorstwo zajmuje się m.in. produkcją telewizorów, zestawów audio oraz sprzętu AGD typu lodówki i pralki. W 2011 roku Polytron wszedł na rynek telefonów komórkowych. W 2014 roku jako pierwsza lokalna firma rozpoczął produkcję smartfonów obsługujących 4G, a w 2016 roku zaprezentował urządzenia oparte na platformie Fira OS, będącej pochodną Androida.
Produkty Polytron są pod różnymi nazwami eksportowane na rynek europejski.
Przedsiębiorstwo zostało założone w 1975 roku jako PT Indonesian Electronics & Engineering. Polytron ma dwie fabryki w Jawie Wschodniej. Zatrudnia ok. 10 tys. pracowników.